# Igreja de Sant'Ana (Taubaté)

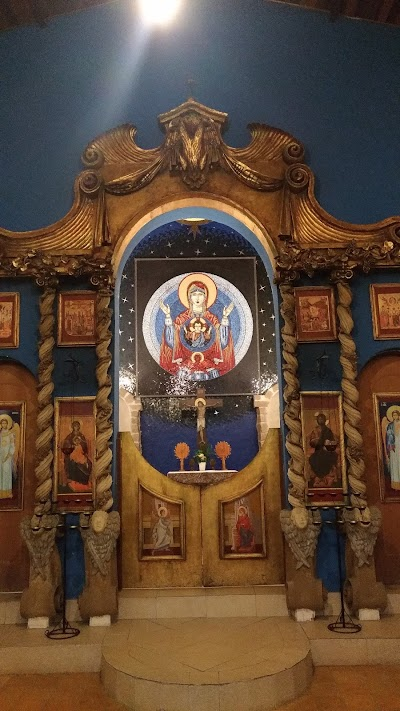
Igreja de Sant'Ana

A Igreja de Sant'Ana é um templo da Igreja Católica Greco-Melquita tendo, portanto, o Rito bizantino situado em Taubaté, no estado de São Paulo, no Brasil.
É o único templo dessa vertente católica, que segue o rito bizantino (o de São João Crisóstomo - que é o mais comum; e o de São Basílio Magno - utilizado apenas dez vezes no ano). A igreja encontra-se vinculada à Comunidade de São Jorge e também a um outro grupo na cidade vizinha de Tremembé.
A maior parte de seus poucos frequentadores é de origem ou ascendência árabe, porém, há católicos de rito latino que também a frequentam.
Nessa pequena igreja, quase uma capela, há uma estátua de Santana, coisa pouco comum nas igrejas bizantinas, e algumas figuras que copiam ícones, entretanto, não há ainda um verdadeiro iconóstase nela, pois não há ícones reais, só figuras.